# Clay City (Illinois)
Clay City – wieś w Stanach Zjednoczonych, w stanie Illinois, w hrabstwie Clay.